# Дийда
Дийда (колишні назви — Дейда, Дідово) — село в Великобийганській громаді Берегівського району Закарпатської області України. Відстань до райцентру становить близько 5 км і проходить автошляхом місцевого значення. Населення — 2013 осіб.

## Історія
Перше поселення було засноване неподалік нинішнього села Дийда понад 5 тисяч років тому, на початку т. зв. мідної доби. Серед боліт з невеличкими озерами на місцевості, нині відомої як «урочище Товар» знаходився пагорб (угорська назва — Хомпоег), який по суті був острівцем, зручним для створення городища. Для захисту місцевих поселенців від прийдешніх кочових племен на острові було зведене земельно-дерев'яне укріплення, яким користувались під час небезпеки. Подальше заселення відбувалось в епоху бронзи, 3.400 — 3.600 років тому. Представники «культури Отомань» займались тут сільським господарством та тваринництвом. Третя хвиля заселення місцевості відбулася в ХІ-ХІІІ ст., достеменно невідомо, чи були новими поселенцями слов'яни або ж угри.  Укріплення згодом ставало міцнішим, що дало привід назвати його «Tóvár» — себто, озерний замок, чим і пояснюється назва урочища. Під таким іменем замок вперше згадується в 1240 р. В середні віки городище-фортеця мала вигляд кола діаметром 35-, оточеного ровом та валом. Цікаво, що в народі укріплення звалося також «Várszég», себто «замок-цвях». Інша назва — «Bereg — Déda», тобто «Березький старий», відображена в сучасному імені села. Доступ до фортеці здійснювався за допомогою двох дерев'яних мостів на палях, вбитих в болотистий ґрунт, протяжністю близько. В момент найбільшого розвитку (XIV—XVI ст.) в центрі дерев'яного та земельного укріпленні зводиться будівля з каменю, її рештки були знайдені під час розкопок в 1974 р.   (Детальніще див. статтю Замок «То-вар»)

## Присілки
Нинішнє село утворено в 1957 році шляхом об'єднання сіл Берегдийда і Мезевгомок. Тоді ці села були розташовані на віддалі 700—800 метрів один від другого, сьогодні вони повністю злилися.
- Мезевгомок (Гомок): 1356: Humuk, 1398: Homok, 1530: Homok, 1533: Homok, 1550: Homok, 1570: Homok, 1773: Homok, 1808: Homok, 1864/65: Homok, 1877: Homok, 1913: Mezőhomok, 1925: Mezehomok, 1944: Mezőhomok, 1946: Хомок. Угорсько-словацьке село в Надтисянському регіоні. Його землями володіла сім'я Гомокі. Герб: єпископ Міклош з митрою на голові та єпископським посохом в руках; Хомок — об'єднане з селом Дийда рішенням облвиконкому Закарпатської області № 155 від 15.04.1967 На печатках Хомока 1948 та 1919—1939 років зображено священник (Св. Миколай) з пальмовою гілкою та хрестом в руках
- Берегдийда — угорське село, розташоване за 5 кілометрів на захід від Берегова. Вже у XIV столітті тут проводилися жупні збори. На західній околиці села розташоване урочище «Кірва», на найвищій точці якого розміщений земляний замок «То-вар». Це невелике за своїми розмірами укріплення діаметром 25 метрів, обведене 3 земляними валами. До розміщеного у центрі непрохідного болота замку можна було підійти тільки через 2 дерев'яні мости довжиною 400 метрів, зведені на розміщених у двох рядах дубових стовпах. Перший раз замок «То-вар» згадується у документах 1274 року. Герб: замкова стіна з бійницями.
- Кірва - колишнє село в Україні, в Закарпатській області. Обʼєднане з селом Дийда  Згадки: 1301: Kereua, 1307: Kereua, 1308: Kerua, Creua, 1341: Creua, 1428: Kyrwa, 1436: Creua.  в присілку Кірва, на піщаному острівці-пагорбі, оточеному болотом дослідниками було виявлено городище-замок (11-13 ст.), яке називають Озерним.

## Пам'ятки
- Пам'ятник односельчанам, загиблим в Першій світовій війніЗамок «То-вар» — археологічна пам'ятка з XII—XIII століть;

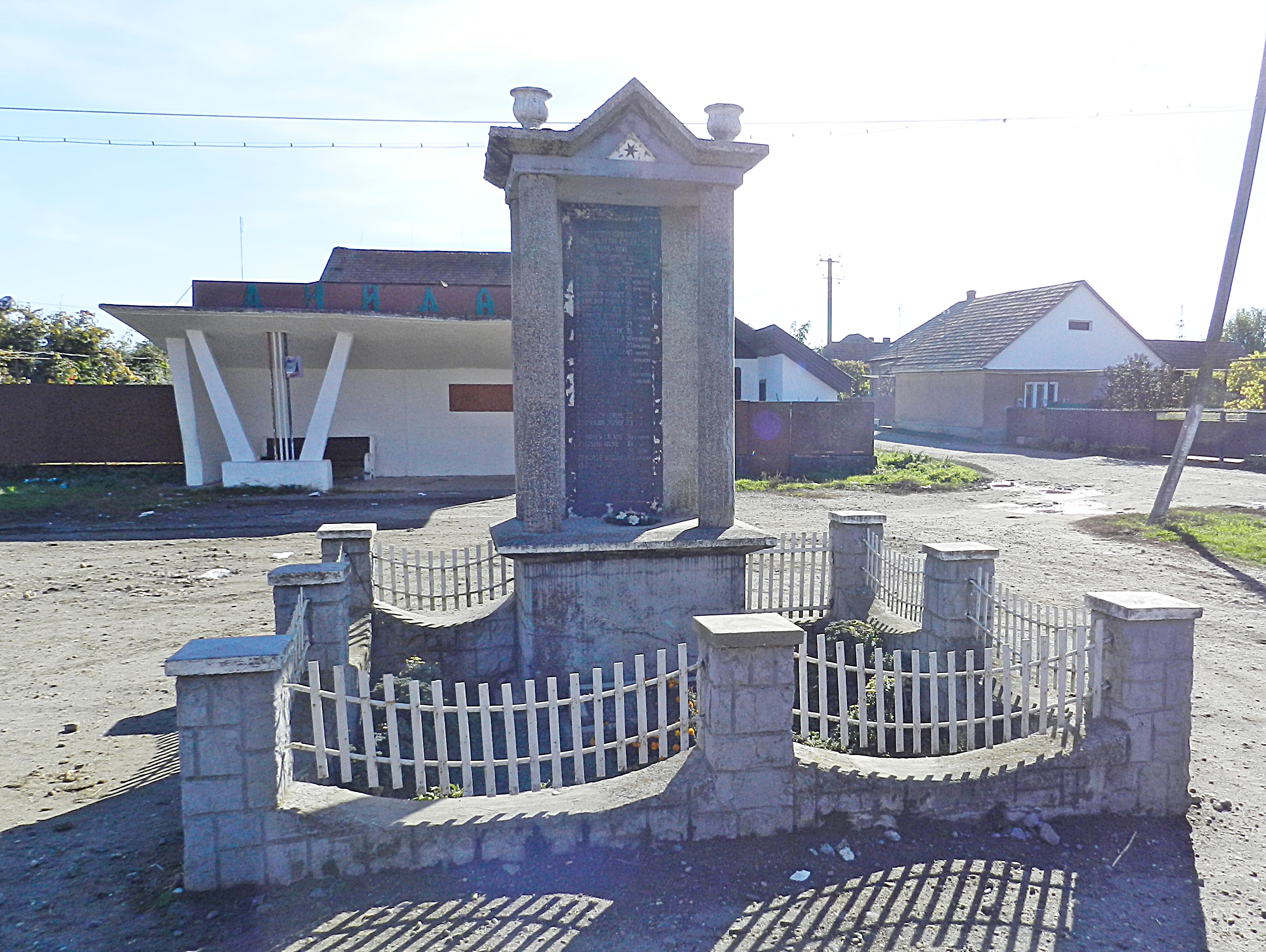
Пам'ятник односельчанам, загиблим в Першій світовій війні

- Реформатська церква (XIV століття), була заснована як католицький костьол, в 1556 р., під час переходу громад села в реформатство, змінила конфесію. В ході довгої історії неодноразово перебудовувалась, зокрема, в XVII ст. до храму була добудована вежа, в 1774 р. проведена капітальна реконструкція. Остаточний вигляд, з елементами романського стилю, храм набув в 1903 р. В 2003 р. був відреставрований. В статусі «готичного костелу XV ст.» занесена до переліку Пам'яток архітектури місцевого значення.
- Церква Вознесіння Господнього. 1846 Наприкінці 17 ст. руське населення мало свою церкву. У 1748 р. 40 греко-католиків мали дерев'яну церкву, яка була в злиденному стані. Річний дохід священика від парохії та філій становив 10 форинтів, а півцевчителя — 4. Наприкінці XVIII ст. село стало філією, а парохію відновили аж у 1890 р. за священика Михайла Сабадоша. На початок XX ст. в Гомоку було 224 особи греко-католицького віросповідання, а в філіях — 330 у Дравцях (тепер Береґдаровц в Угорщині), 232 в Дідові і 25 у Ґеленеші (нині в Угорщині). Теперішня велика мурована церква належить до типових споруд базилічного стилю. Над входом вказано дату спорудження — 1862 p., але за шематизмом 1915 р. церкву споруджували в 1845—1846 роках. Останній ремонт проведено в 1982 р. У 1991 р. церкву повернули греко-католикам.
- Пам'ятник односельчанам, загиблим в Першій світовій війні. Він був поставлений в центрі села в 1923 р., згодом був занедбаний, та реконструйований в 2005 р. зусиллями Товариства угорської культури Закарпаття.
- Пам'ятник на честь односельчан — жертв сталінізму, на сільському цвинтарі.

## Туристичні місця
- Село відоме своїм великим озером штучного походження, на берегах якого влаштовані зони відпочинку та розваг, а також щільна забудова котеджами, значна частина з яких використовується як туристичне житло. Див. також «Став» (гідрологічний заказник).
- На захід від села розташований сезонний орнітологічний заказник — «Товар».
- перше поселення було засноване неподалік нинішнього села Дийда понад 5 тисяч років тому, на початку т. зв. мідної ери.
- Замок «То-вар» — археологічна пам'ятка з XII—XIII століть
- Реформатський храм 1556 р.
- храм Вознесіння Господнього. 1846
- Пам'ятник односельчанам, загиблим в Першій світовій війні.
- Пам'ятник на честь односельчан — жертв сталінізму, на сільському цвинтарі.

## Люди
В селі народилася Дерцені Іболя Степанівна (нар. 1934) — українська вишивальниця і ткаля.